# VídeoPopular
VídeoPopular es una revista bimestral sobre tecnología audiovisual, creada y publicada por la empresa Mercacom., S.L.
Sus contenidos abarcan desde las últimas novedades en tecnología audiovisual (cámaras, televisores, reproductores, accesorios) hasta reportajes de actualidad y tendencias sobre el mundo audiovisual, pasando por artículos tipo making of, entrevistas, crónicas, fundamentos tecnológicos, comparativas de productos, reseñas de películas, convocatorias… 
En general, la revista se caracteriza por su sencillo diseño, claramente visual, y por un estilo periodístico muy accesible a cualquier lector.

## Historia
VídeoPopular fue fundada en 1982 por el ingeniero Artur Paz Huguet, coincidiendo con la aparición del vídeo doméstico, y es por lo tanto una de las revistas decanas sobre información audiovisual en España. En el año 2003, Artuz Paz Martínez se hizo cargo de la publicación, modernizándola considerablemente. En la actualidad, VídeoPopular es la publicación de referencia entre todos aquellos profesionales y aficionados del audiovisual, con unos 20.000 lectores aproximados en toda España.
Además, VídeoPopular es miembro activa de la European Imaging and Sound Association (EISA), entidad que agrupa a las principales revistas sobre tecnología audiovisual de Europa, y que cada año concede los premios a los mejores productos de electrónica de consumo.

## Colaboradores
La revista está actualmente (2013) desarrollada y conducida por Jorge Martín de Ideas Editoriales (editor) e Irene Ballestar (directora), aunque cuenta con un amplio equipo de colaboradores, especialistas en sus respectivas materias: Jaume Fresquet (ingeniero experto en formación audiovisual), Verónica Palomo (periodista especializada en televisión y producción audiovisual), Ramón Cutanda (experto en edición de vídeo), Luis Carlos Pardo (doctor en Ciencias Físicas, responsable de la sección “Fundamentos”), Carlos Medina (Productor, Profesor y Asesor de Tecnología Audiovisual),Jaime Rodríguez (letrado de derecho audiovisual de Diez & Romeo), Oriol Bosch (cámara profesional) y Javier Pardos Crespo (experto en instalaciones audiovisuales de cine en casa) y actual representante del panel de Vídeo de los prestigiosos premios EISA.

## Otros proyectos
En el año 2005, VídeoPopular lanzó su primer boletín quincenal de noticias a través de internet, conocido como VP News. En 2009, la redacción de la revista también puso en marcha dos páginas web sobre tecnología y entretenimiento audiovisual, aunque con un carácter más lúdico que el de la revista: Thinkinblu y rodandoBoy.